# Ábrányi Kornél (író)
Ábrányi Kornél (Pest, 1849. december 27. – Budapest, 1913. március 11.) magyar író, újságíró.

## Családja
Idősebb Ábrányi Kornél (1822–1903) zeneszerző és Medve Jozefa fia, ifjabb Ábrányi Emil bátyja, Ábrányi Lajos unokatestvére.

## Élete
1849. december 29-én keresztelték a pest-szentistvánvárosi római katolikus templomban. Tanulmányait Győrött és Pesten végezte. 1868–75 között a sajtóiroda főnökeként különböző miniszteri hivatalokat viselt. 1876-ban a Kelet Népe, 1878–81-ben a Magyarország, 1882–83-ban az Ország-Világ, 1887–94 között és 1901–02-ben a Pesti Napló szerkesztője volt. 1884–1901-ben előbb Nemzeti Párti, majd 1896-tól pártonkívüli országgyűlési képviselő, 1906–1909-ben a miniszterelnöki sajtóosztály főnöke lett. 1878-tól a Kisfaludy Társaság, később a Petőfi Társaság is tagjául fogadta. Számos regénye, több költői, ill. színpadi műve, az egykorú lapokban igen sok politikai cikke és tárcája, valamint „Kákay Aranyos Nr. II.” álnévvel néhány politikai röpirata jelent meg.

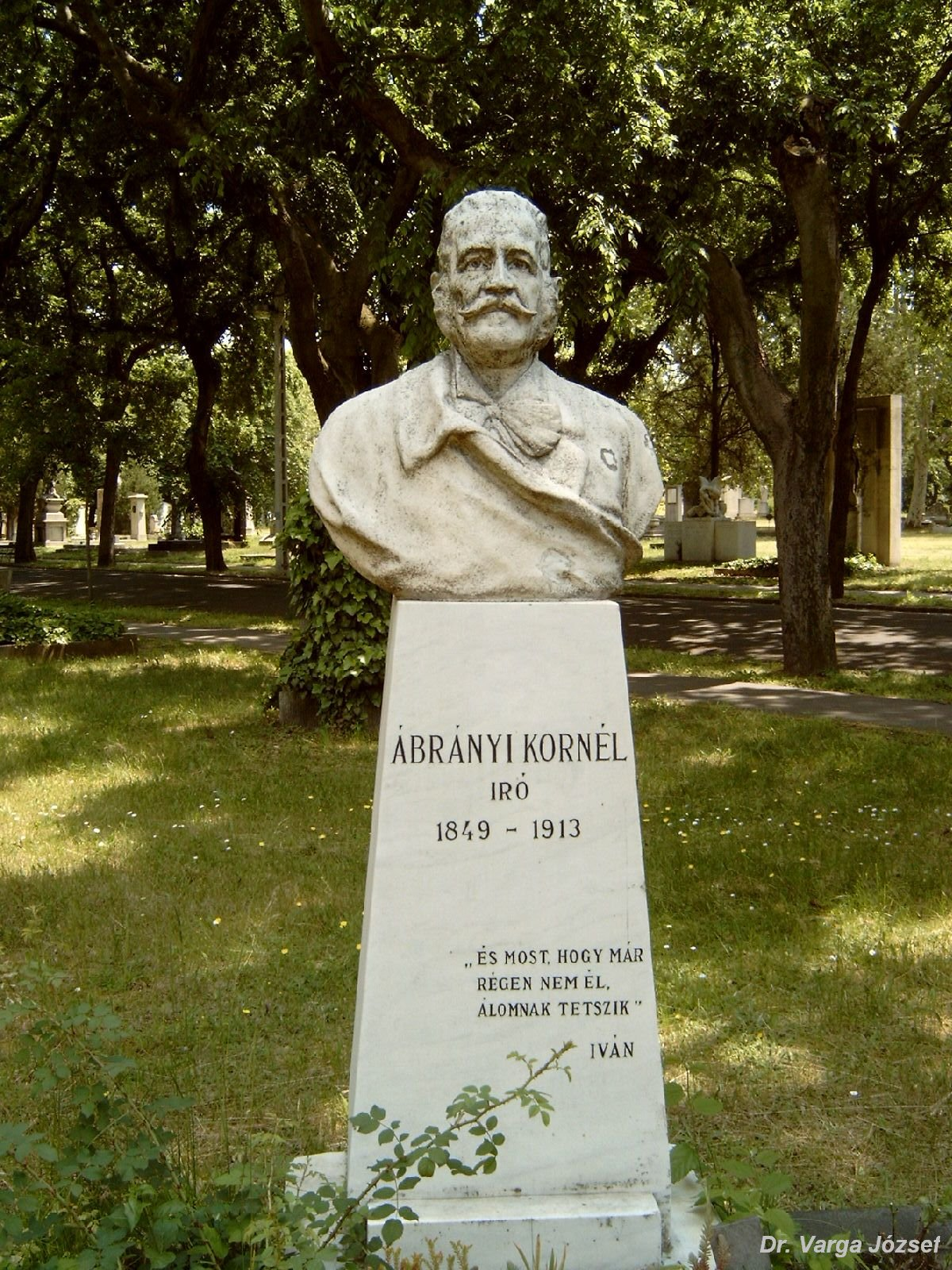
Sírja Budapesten. Fiumei úti sírkert: 10-1-1

## Művei

### Politikai röpiratok
- Ujabb országgyűlési fény- és árnyképek. Bp, 1877. Online
- Gróf Andrássy Gyula. Politikai élet- és jellemrajz. Bp, 1878. Online
- Tisza Kálmán. Politikai élet- és jellemrajz. Bp, 1878. Online
- A lelánczolt Prometheuszok. Bp, 1881. Online

### Szépirodalmi alkotásai

#### Színpadi
- A rövidlátók (vígjáték, Pest, 1872)
- A légyott (vígjáték, Pest, 1872)
- Doktor Percival
- A kis gróf szerelme (1877)
- Marianne
- A csalhatatlan (verses vígjáték, Bp., 1883)
- Olga (1884)

#### Regények
- A dicsőség bolondja (regény, Bp., 1874)
- Titkolt szerelem
- Edmund párbaja
- Régi és új nemesek (regény, Bp., 1881)
- Melyik erősebb?
- Egy modern apostol (regény, Bp., 1882)
- Egy férj filozófiája
- Iván. Regény a lovagokról hat énekben (1905)

## Szakirodalom
- Rejtő Márta: Ifj. Ábrányi Kornél, az ember és az író. Budapest, 1937)
- Takács József: Ifj. Ábrányi Kornél élete és szépirodalmi munkássága. Budapest, 1937